# Sigôn
Sigôn (en grec ancien Σιγων) est une ville antique qui appartenait au royaume d'Arados, sur l'actuelle côte de Syrie.

## Prise de Sigôn parAlexandre le Grand
Pendant l'hiver -333, Alexandre le Grand envahit la Phénicie.
Le royaume d'Arados est alors dirigé par Gerashtart (en grec Gérostratos), monté sur le trône en -339. Le royaume est sous domination perse mais avec une grande autonomie et frappe notamment sa monnaie.
À l'arrivée d'Alexandre, Arrien rapporte que le roi est en mer avec sa flotte pour soutenir le roi des Perses Darius III, mais son fils Abdashtart (en grec Straton) offre l'île d'Arados et tout son territoire continental au conquérant grec.

## Hypothèses de localisation
Deux sites possibles ont été avancés pour la localisation de Sigôn :
- le Qal'at Salah El-Din (forteresse de Saladin) aussi connu sous le nom de « château de Saône » est une forteresse médiévale de Syrie. La localisation de Sigôn sur le site de la forteresse de Saladin a été proposée sur la base d'étude toponymique dès 1896. Le nom moderne de Sahiyoun serait une évolution du nom de Sigôn[3];

- Siyano : un autre candidat possible est le site de Siyano[4], dans la plaine de Jableh, qui pourrait correspondre à Sigôn à la fois par la proximité toponymique et aussi par l'existence de fouilles archéologiques sur le site proche de Tell Sianu[5].

Si l'on en croit le pseudo-Skylax, Sigôn serait un port, ce qui pourrait mieux correspondre au site de Siyano, à 7 km du port de Jableh, mais moins à la forteresse de Saladin, sur un rocher à 22 km de la côte.

## Sources
1. ↑  Henri Seyrig, Aradus et sa pérée sous les rois Séleucides in Antiquités syriennes, 1951, 28, 3-4 p207
2. ↑  « L’île d’Arouad et Marathos qui est en face, grande et prospère cité, avec Sigon et Mariamîn et tout ce qui est sous sa domination. » Arrien Anabase,  II, 13, 18
3. ↑  Dussaud (R.), Voyage en Syrie (1895 et 1896), Revue archéologique, Paris 1896-1897, cité in Michaudel Benjamin, étude historique de Qal'at Salah El-Din, 2002,
4. ↑  Coordonnées du site : 35° 22′ 10″ N, 36° 00′ 00″ E
5. ↑  Riis, JP, Annales archéologiques de Syrie, VIII-IX, 1958-59, p. 111-114. cité in Michaudel Benjamin, étude historique de Qal'at Salah El-Din, 2002,
6. ↑  « C’est dans ce golfe qu’est l’île Bartas avec un port. On trouve aussi dans ces lieux la ville de Cherea, sur le fleuve, celle d’Arylon, celle de Mes avec un port, celle de Sigon avec un port, et en face de laquelle est l’île d’Acia; celle de Me… avec un port, celle d’Acra sur un havre, l’île déserte de Drinaupa, la colonne d’Hercule, le promontoire de Libye, et la ville d’Apanytie sur un fleuve. » Périple du Pseudo-Scylax